# Giulia Sissa
Giulia Sissa (* 16. Juni 1954 in Mantua) ist eine italienische Historikerin und Philosophin.
Giulia Sissa studierte bis 1977 Alte Geschichte an der Universität Pavia und promovierte 1983 an der École des Hautes Études en Sciences Sociales in Paris. Danach arbeitete sie in der anthropologischen Forschung am Centre national de la recherche scientifique in Paris, wo sie dem Kreis um den Altphilologen Jean-Pierre Vernant, der sogenannten École de Paris angehörte. Sissa war Professorin an der Johns Hopkins University in Baltimore, heute lehrt sie an der University of California at Los Angeles.
Die Arbeitsgebiete von Giulia Sissa sind Feminismus, Sexualforschung, Abhängigkeitssyndrome, Demokratie und Utopisches Denken.
In ihren Arbeiten stellt Sissa einen erkenntnistheoretischen Kontext her zwischen antiker Geschichte und zeitgenössischen Problemlagen. So analysiert die Autorin in ihrem Werk Die Lust und das böse Verlangen das Erscheinungsbild der stoffgebundenen Sucht zunächst mit Hilfe der antiken Philosophen Platon, Aristoteles und Epikur. Ihre Analyse ergänzt sie durch jeweilige Berichte der Schriftsteller Thomas De Quincey, Charles Baudelaire und William S. Burroughs, um schließlich die Philosophen Martin Heidegger und Michel Foucault sowie das Werk von Sigmund Freud in ihre Argumentation einzubeziehen.

## Veröffentlichungen
- Le corps virginal. La virginité féminine en Grèce ancienne. Vrin, Paris 1987 (Études de psychologie et de philosophie, 22), ISBN 2-7116-0934-0
  - Englische Übersetzung: Greek Virginity (Revealing Antiquity). Transl. Arthur Goldhammer. Harvard University Press, Cambridge 1990  ISBN 978-0-674-36320-5
- Le Plaisir et le Mal. Odile Jacob, Paris 1997.
  - Deutsche Übersetzung: Die Lust und das böse Verlangen. Eine Philosophie der Droge. Aus dem Französischen von Christine Schmutz. Klett-Cotta, Stuttgart 1999 ISBN 3-608-91917-1
- (mit Marcel Detienne): The Daily Life of the Greek Gods. Stanford University Press, Stanford 2000 ISBN 978-0-8047-3614-5
- Sex and Sensuality in the Ancient World. Yale University Press, London 2008 ISBN 978-0-300-10880-4